# Jüdischer Friedhof (Mărculești)

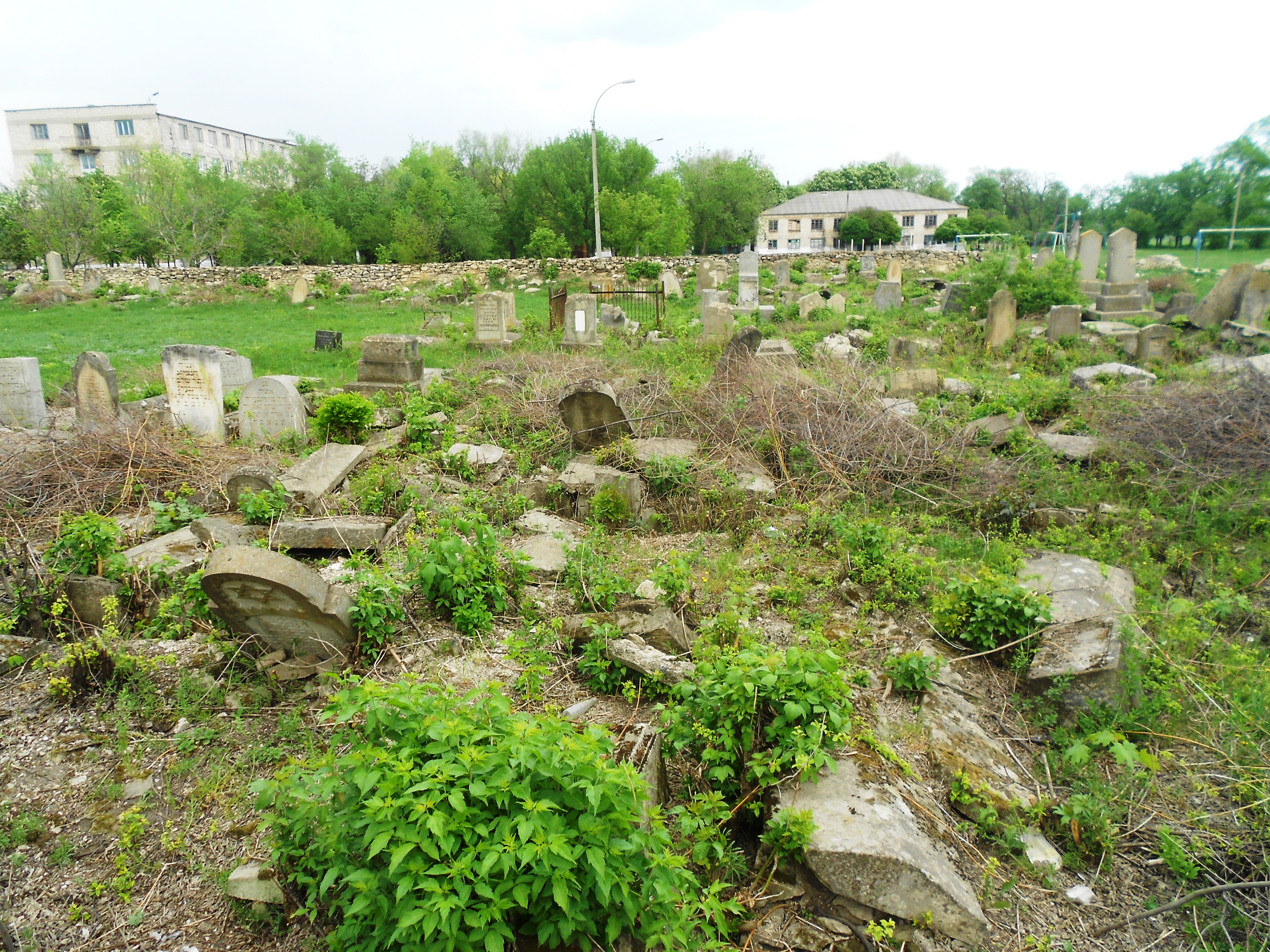
Der jüdische Friedhof von Mărculești (2013)

Der Jüdische Friedhof Mărculești ist ein Friedhof in Mărculești, einem Dorf im Rajon Florești im Nordosten der Republik Moldau.
Der von einer Mauer umgebene 5000 m² große jüdische Friedhof befindet sich am Ortsrand. Etwa ein Viertel der über 1500 Grabsteine (hebräisch Mazewa) sind gut erhalten, die meisten sind umgestürzt oder zerbrochen.
Wenige Kilometer entfernt blieb in Florești ein ähnlich großer jüdischer Friedhof erhalten.